# Arria la Mayor

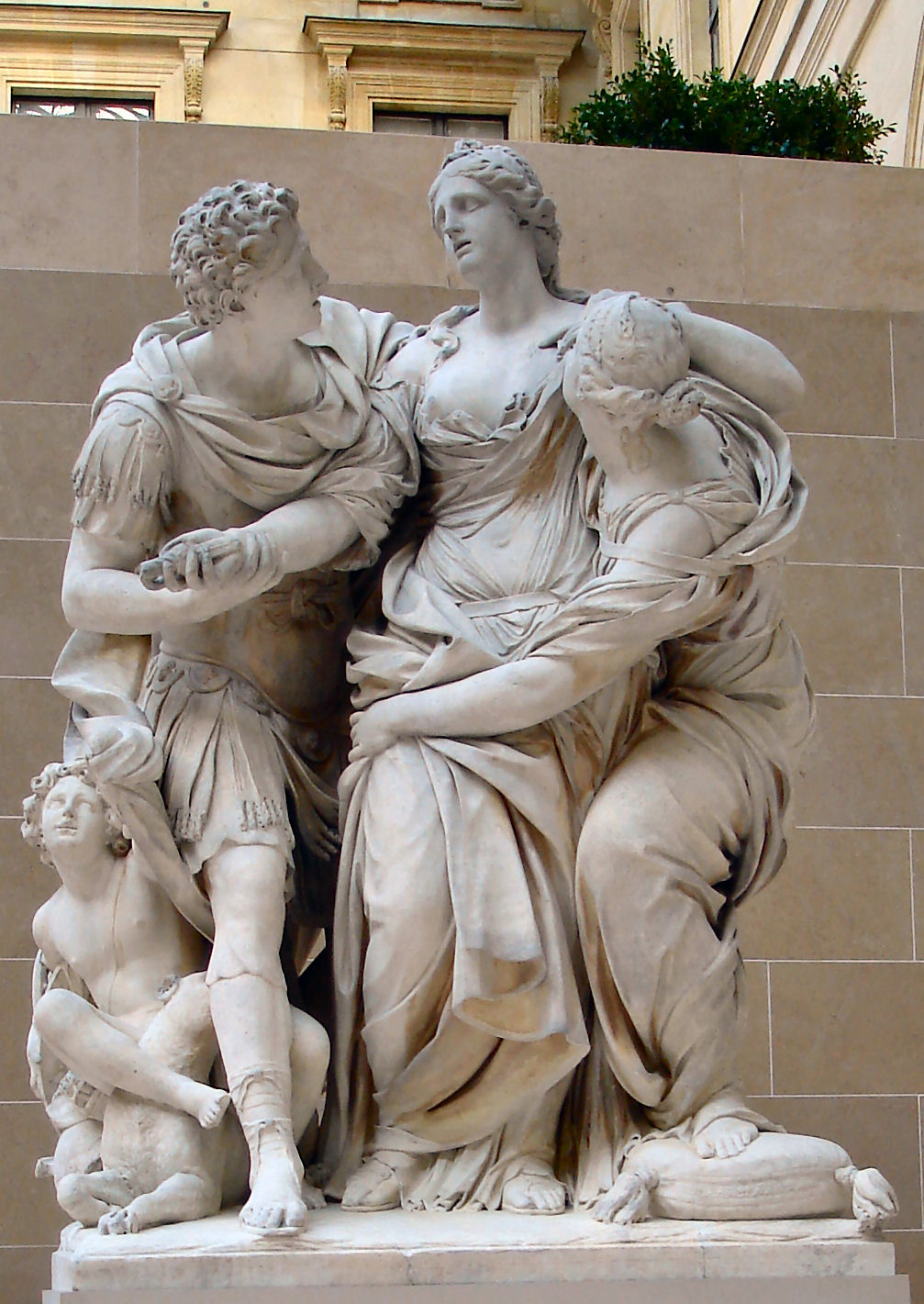
Arria y Peto, grupo escultórico de Pierre Lepautre y Jean-Baptiste Théodon, Museo del Louvre.

Arria la Mayor  fue una mujer de la Antigua Roma casada con el senador romano Cecina Peto. Cuando su marido recibió la orden del emperador Claudio de suicidarse por formar parte de una rebelión, pero no fue capaz de hacerlo por sí mismo, Arria le arrancó la daga de sus manos y se apuñaló a sí misma en el pecho, luego se la devolvió a su esposo y le dijo que no le dolía ("¡No dolet, Paete!"). Su historia está documentada en las cartas de Plinio el Joven, que obtuvo su información de la nieta de Arria, Fannia.

## Biografía
Plinio escribe que el hijo de Arria murió cuando Cecina Peto estaba bastante enfermo. Aparentemente organizó y planeó entonces el funeral del niño sin que su esposo supiera de su muerte. Cada vez que visitaba a su esposo, Arria le decía que el niño estaba mejorando de su enfermedad. Si las lágrimas empezaban a asomarse por la emoción contenida, se excusaba saliendo de la habitación y, en palabras de Plinio, "se entregaba a la tristeza", y luego volvía a su marido con su semblante tranquilo.
Después de la rebelión contra Claudio en Iliria dirigida por Lucio Arruncio Camilo Escriboniano en el 42, Escriboniano fue asesinado y Cecina fue llevado a Roma como prisionero por conspirar con él. Arria rogó al capitán de la nave que le permitiera unirse con él a bordo afirmando que si a un hombre consular romano se le permitía que los esclavos lo cuidaran, debería evitarles la molestia y permitir cuidarlo ella misma. El capitán se negó, por lo que Arria siguió al barco en un pequeño bote de pesca hasta Roma. 
Arria atacó abiertamente a la esposa del líder de la rebelión, Escriboniano, ante Claudio en el proceso, llorando:
"¿Voy a escucharte yo a tí, en cuyo regazo murió Escriboniano y todavía vives?"
Pero Claudio, inflexible condenó a muerte a Peto. Fue esta frase la que alertó a todos de su intención de morir junto a Peto.
Su yerno, Trásea Peto, intentó persuadirla de que viviera, preguntándole si querría que su propia hija se suicidara si fuera él sentenciado a muerte. Arria insistió en que lo querría si su hija (también llamada Arria) hubiera vivido tanto y tan feliz con él, como ella misma había vivido con Cecina.
Ante la inquietud de su familia, fue vigilada muy de cerca desde ese momento pero, dándose cuenta, Arria dijo que no podrían evitar que muriera. Habiendo contestado esto, se levantó de la silla, salió corriendo y se golpeó la cabeza contra una pared, quedándose inconsciente. Cuando fue reanimada, lloró:
"Os había dicho que iba a encontrar cualquier camino hacia la muerte, si me impedíais hacerlo de una manera sencilla.
A Arria finalmente se le permitió unirse con su esposo en una 'muerte noble' (caer sobre una espada).
Y Plinio finalizaba la Carta diciendo que mientras el suceso de "Peto, no duele" había alcanzado gran difusión, estos últimos sucesos de su vida no se habían divulgado.
"De donde se deduce...que unos hechos son muy conocidos y otros muy importantes."

## Influencia en el arte
Arria fue una mujer fuerte y valerosa, con gran autocontrol y capaz de dominar sus emociones y capaz de morir junto a su marido, dándole ejemplo de muerte digna. Plinio defiende la idea del matrimonio perfecto con un amor hasta la muerte. Por esto, la muerte de Arria y Peto a menudo ha servido como modelo para el moderno arte figurativo, mientras que está ausente en el arte antiguo.
El tema está presente en las pinturas de West (1766), Vincent (1785), Bouchet (1802) y Bin (1861). También existe la duda de que el tema del cuadro de Tarquinio y Lucrecia atribuido a Tiziano (1515) sea en realidad la historia de Arria y Peto. En escultura, los grupos escultóricos de mármol de Lepautre (1691-1696) y la terracota de Nollekens (1771).
Ejemplos de adaptación del tema en la música son el Singstück en alemán Paetus und Arria, publicado en 1786 por Christian Friedrich Daniel Schubart (quien lo atribuyó a Pasquale Anfossi) con su propio texto y adiciones y la canción con acompañamiento de teclado, Arria to Paetus de Shield con letra de Thomas Holcroft (1786) o la ópera Arria de Staehle (1847).
La historia también inspiró a varios escritores. Por ejemplo, Persio escribió versos, ahora perdidos, y Marcial un epigrama particularmente significativo en la construcción de la fama de Arria. En los Ensayos
 de Montaigne (1580) Arria es recordada con otras dos mujeres que siguieron a su esposo en la muerte, mientras que la tragedia Arria und Messalina de Wilbrandt (1874) contrapone su figura con la de la esposa disoluta de Claudio. Otras transposiciones literarias incluyen: una tragedia francesa de Marie-Anne Barbier, Arrie et Pétus (París, Barbou, 1707); una poesía en alemán de Johann Heinrich Merck, Pätus und Arria (Freistadt am Bodensee, Perrenon, 1775); una tragedia de cinco actos en inglés de John Nicholson, Paetus and Arria (Londres, Lackington Allen & Co., 1809); una historia en cinco actos en checo de Josef Wenzig, Arria a Pätus (Praga, Kober, 1872); o una tragedia en tres actos en polaco de Józef Kościelski, Arria (Cracovia, Paszkowski, 1874).

## Galería de imágenes

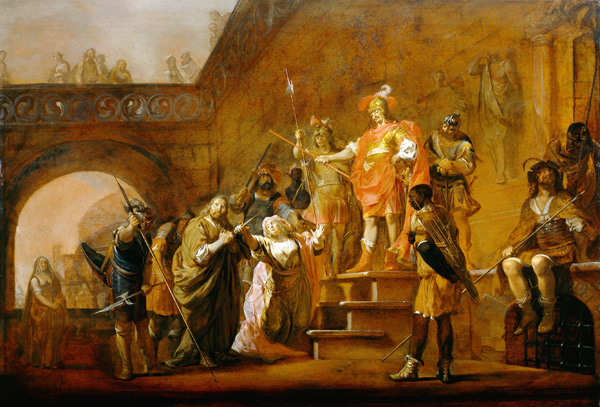
Arria e Peto (Knüpfer, cuadro anterior a 1655)
Gálata suicida que originalmente se confundió con el tema de Arria y Peto.[12][13]
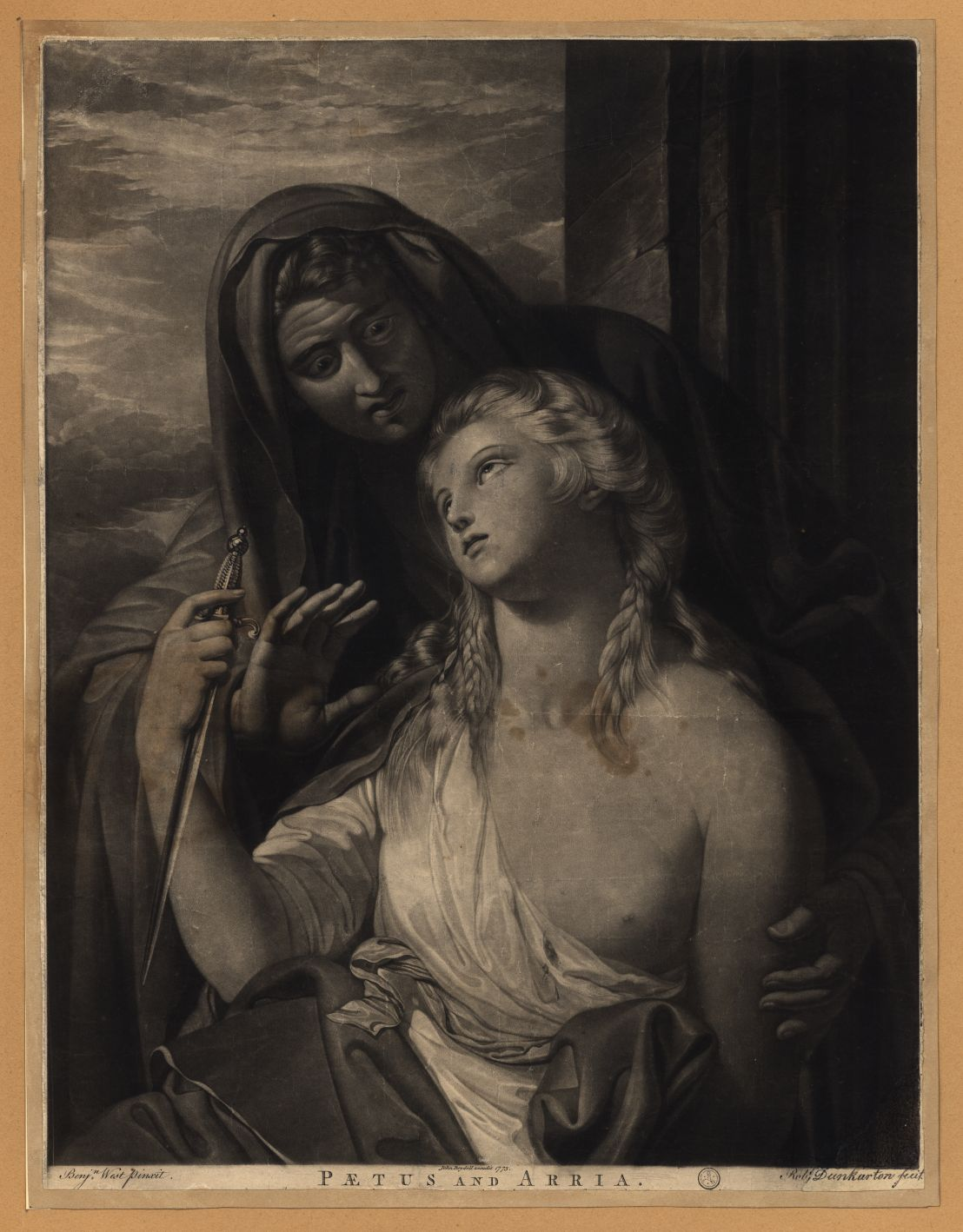
Peto y Arria (Boydell, calcografía de una reproducción de Robert Dunkarton de la pintura de Benjamin West, 1773)
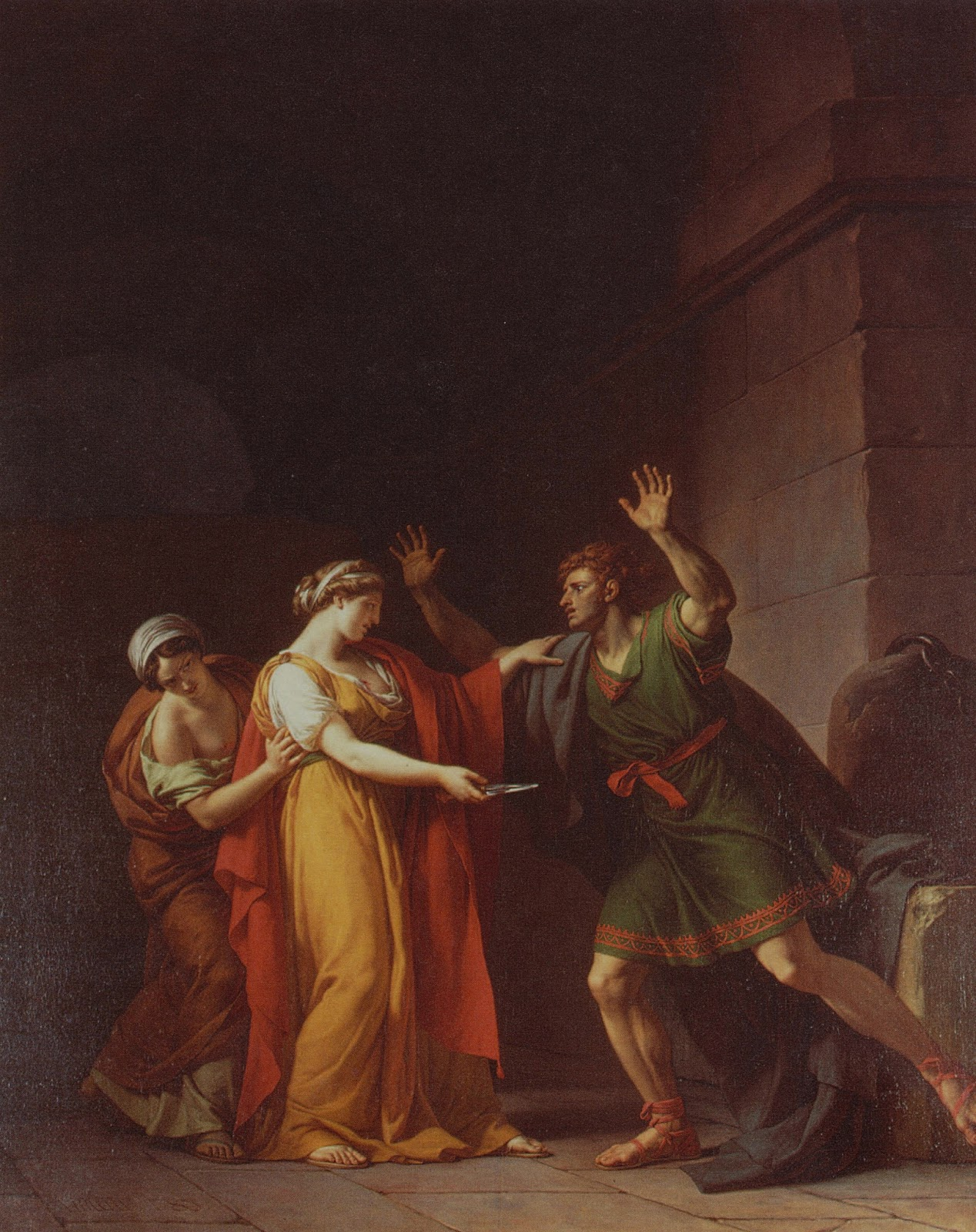
Arria y Peto (Vincent, cuadro, 1785)
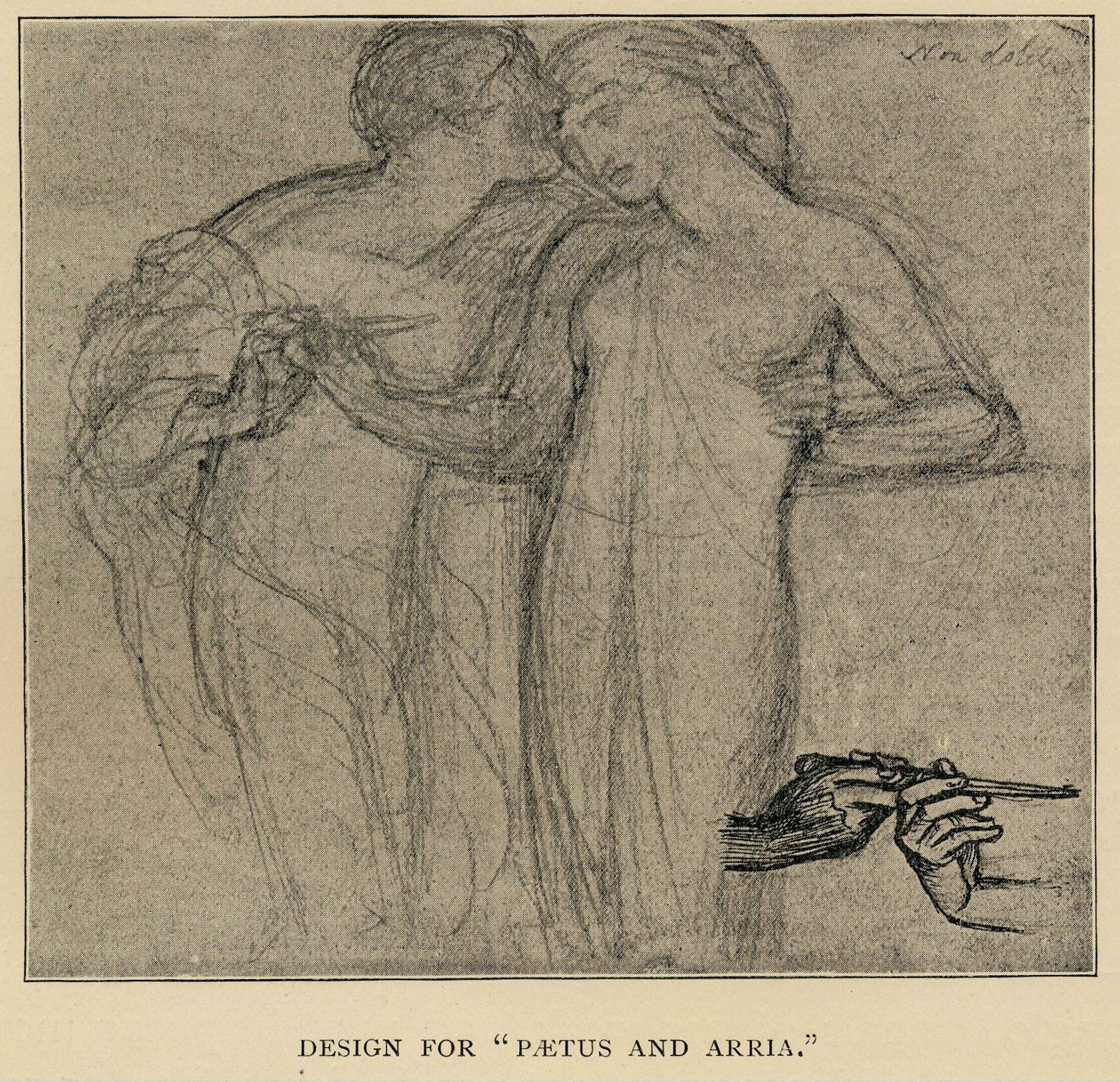
Arria y Peto (Rossetti, bosquejo, 1872)